# کلوئی جونز
کلوئی جونز (انگلیسی: Chloe Jones؛ زاده ۱۷ ژوئن ۱۹۷۵ درگذشته ۴ ژوئن ۲۰۰۵) بازیگر پورنوگرافی اهل ایالات متحده آمریکا بود.